# Josef Primavesi
Josef Primavesi (německy Joseph Adalbert Edler von Primavesi) (22. duben 1834 Olomouc – 10. července 1898 Pula) byl rakousko-uherský admirál italského původu. Od roku 1851 sloužil u c. k. námořnictva, zúčastnil se několika válek, uplatnil se jako pedagog a v námořní administraci. V roce 1889 dosáhl hodnosti kontradmirála a v roce 1892 byl penzionován.

## Biografie

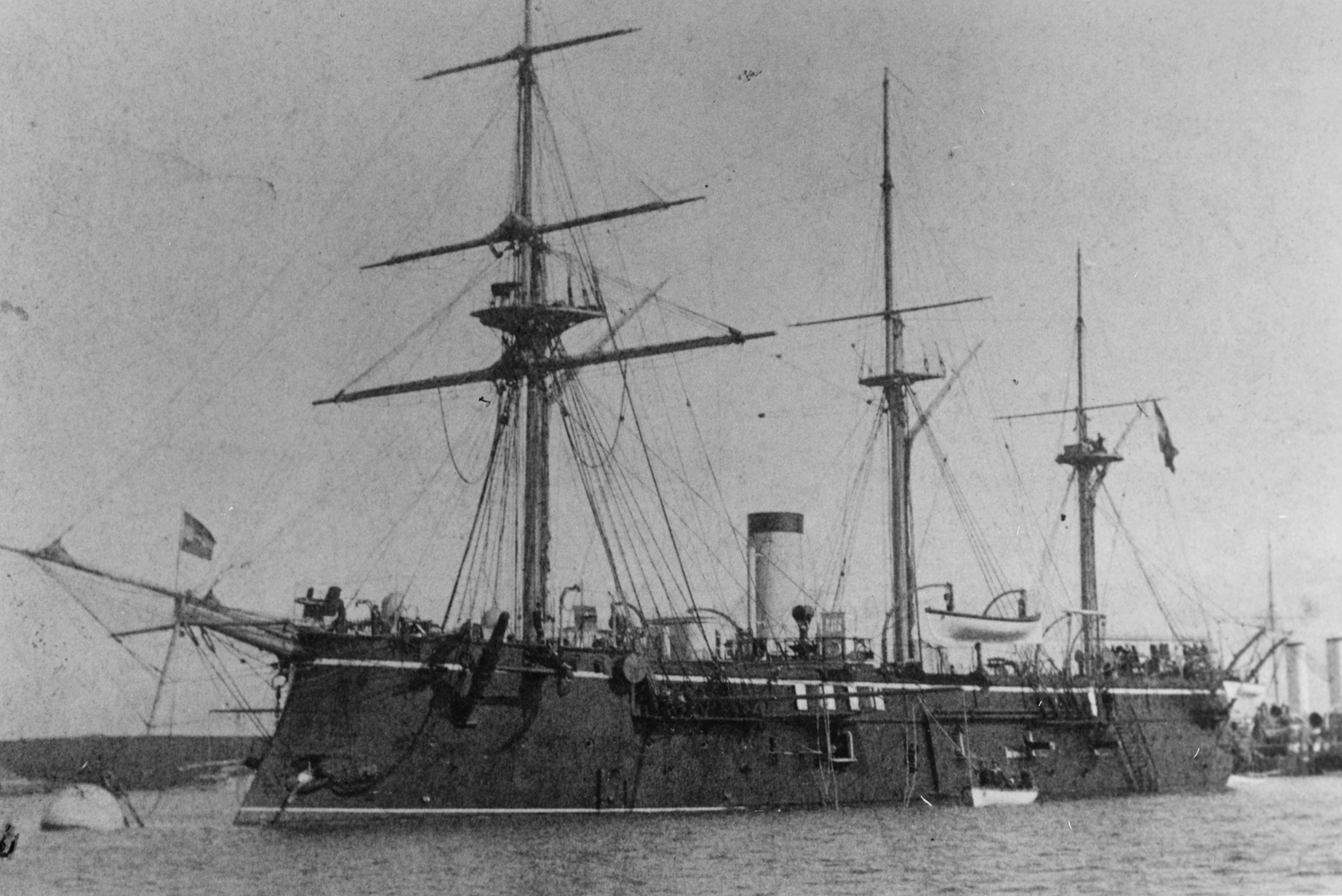
SMS Kaiser Max, vlajková loď kapitána Josefa Primavesiho v roce 1884

Pocházel z bohaté podnikatelské rodiny z Olomouce původem z Lombardie. Byl synem průmyslníka a velkoobchodníka Karla Primavesiho (1791–1869). V letech 1848–1851 studoval na námořní škole v Terstu a v roce 1851 jako kadet nastoupil k námořnictvu. Jako nižší důstojník byl přidělen k eskadře v Jaderském moři, plavil se také na obchodních a dopravních lodích. V roce 1855 získal hodnost praporčíka, sloužil také v přístavech Terst a Benátky. V letech 1857–1859 vyučoval aritmetiku a geometrii na C. k. námořní akademii v Rijece. V letech 1860–1861 sloužil na fregatě SMS Schwarzenberg a v roce 1861 byl povýšen na poručíka II. třídy. Několik dalších let velel dopravním parníkům na Dunaji a sloužil také u velení říční dopravy v Budapešti. V roce 1864 byl přeložen k námořnímu arzenálu v Benátkách a ve válce s Itálií se vyznamenal v bitvě u Visu (1866), poté byl povýšen na poručíka I. třídy.
V letech 1866–1867 pobýval na roční dovolené, během níž kromě rodné Olomouce navštívil Francii, Anglii a Rusko. Po návratu do aktivní služby byl v říjnu 1867 přidělen k námořnímu sborovému velitelství v Pule. V roce 1871 byl povýšen na korvetního kapitána a velel několika lodím, v roce 1874 působil u námořního arzenálu v Pule. V letech 1877–1878 s lodí SMS Albatros kotvil v Istanbulu a v roce 1878 byl povýšen na fregatního kapitána. V letech 1878–1882 působil u stálé komise námořního dělostřelectva v Pule,  v roce 1884 velel obrněné lodi SMS Kaiser Max a výcvikové lodi SMS Radetzky. K datu 1. května 1884 získal hodnost kapitána řadové lodi. V letech 1885–1886 velel dělostřelecké výcvikové lodi SMS Novara a v roce 1886 byl přeložen ve funkci viceprezidenta k Námořnímu technickému výboru. Na tomto postu zastupoval v roce 1889 nepřítomného prezidenta Námořního technického výboru admirála Hermanna Spauna, který byl vyslán na mezinárodní námořní kongres do Washingtonu. Ke dni 1. listopadu 1889 byl povýšen do hodnosti kontradmirála a v letech 1889–1892 byl prezidentem Námořní technické kontrolní komise. K datu 1. května 1892 byl penzionován. Po odchodu do výslužby se usadil v Pule.

## Rodina
V roce 1869 se v Olomouci oženil s Theodorou Doleželovou (1846-1908), dcerou olomouckého obchodníka Karla Doležela, s níž měl čtyři děti. Synové Josef (1871-1910) a Arthur (1872-1941) dosáhli důstojnických hodností u námořnictva, dcera Theodora (1870-1957) byla manželkou kontradmirála Wilhelma Pachera. 
Měl čtyři bratry, kteří pokračovali v podnikatelských aktivitách rodu Primavesi v Olomouci, Paul Franz (1819–1866) a Moritz (1829–1896) se angažovali mimo jiné v politice a byli poslanci moravského zemského sněmu.

## Tituly a ocenění
V roce 1888 byl povýšen do šlechtického stavu s predikátem Edler von (majestát byl vystaven k datu 15. prosince 1888). Při nobilitaci obdržel jednoduchý erb s atributy námořnictva (stříbrná kotva a stříbrná dělová koule v modrém štítě děleném zlatým břevnem). Během služby u námořnictva se stal nositelem několika vyznamenání v Rakousku-Uhersku i v zahraničí.

### Rakousko-Uhersko
- Vojenský záslužný kříž s válečnou dekorací (1866)
- Válečná medaile (1873)
- Služební odznak pro důstojníky III. třídy (1874)
- Služební odznak pro důstojníky II. třídy (1891)
- rytířský kříž Leopoldova řádu (1892)

### Zahraničí
- Řád Medžidie III. třídy (1880, Osmanská říše)